# Пикрел (Небраска)
Пикрел (енгл. Pickrell) град је у америчкој савезној држави Небраска.

## Демографија
По попису из 2010. године број становника је 199, што је 17 (9,3%) становника више него 2000. године.
| Група             | 2000.       | 2010.       |
| Белци             | 181 (99,5%) | 190 (95,5%) |
| Афроамериканци    | 1 (0,5%)    | 0 (0,0%)    |
| Азијати           | 0 (0,0%)    | 1 (0,5%)    |
| Хиспаноамериканци | 1 (0,5%)    | 5 (2,5%)    |
| Укупно            | 182         | 199         |